# Paratropes metae
Paratropes metae är en kackerlacksart som beskrevs av Morgan Hebard 1921. Paratropes metae ingår i släktet Paratropes och familjen småkackerlackor.
Artens utbredningsområde är Colombia. Inga underarter finns listade i Catalogue of Life.